# Werbepylon

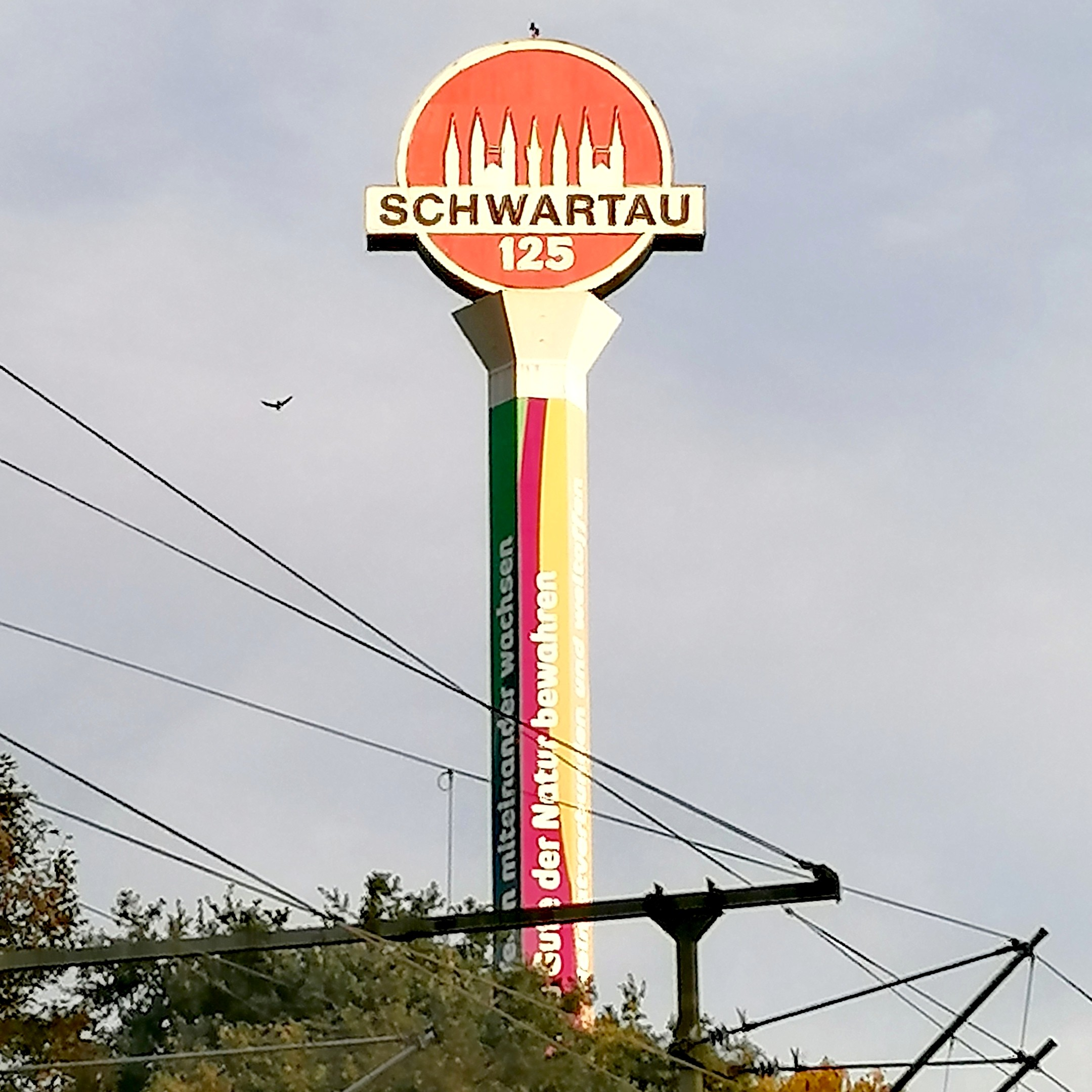
Werbepylon der Schwartauer Werke

 Der Begriff Werbepylon hat sich für meist im Außenbereich montierte, freistehende, oft säulenförmig aufragende Werbeanlagen in der Licht- und Außenwerbung etabliert.

## Einordnung
Werbepylone zählen rechtlich zu den Werbeanlagen. Es handelt sich dabei um bis 5 m hohe, mit Logos oder Großbuchstaben versehene Stelen bzw. 5 m bis über 15 m hohe Werbetürme (z. B. aus Schleuderbeton). Diese sind häufig aufgeständert und oftmals nachts beleuchtet, vergleichbar zu illustrierten Tafeln (Werbemasten).

## Nutzer
Vorreiter für diesen Trend war die Automobil- und die Mineralölindustrie. Zu den einschlägigen Unternehmen zählen heute vor allem mittelständische Unternehmen (Nutzung von Stelen) und hinsichtlich der Nutzung hoher Anlagen große Einzelhandelsunternehmen wie Baumärkte, Gartencenter, Fast Food Anbieter, Autohöfe und vergleichbare Einrichtungen, die auf den regionalen Zulauf einer sozial vielschichtigen Kundschaft angewiesen sind. Bei der repräsentativen Studie von FEPE International wurden 1.000 Verbraucher zwischen 18 und 64 Jahren der größten Städte der Länder Deutschland, Großbritannien, Spanien, Türkei, Brasilien und Südafrika befragt. Leuchtwerbung liegt demnach mit 24 % an zweiter Stelle vertrauenswürdiger Werbung hinter Fernseh-Spots. Auch der Erinnerungsfaktor ist mit 34 % sehr hoch.

## Materialien und Ausführungen
Form und Material von Werbepylonen sind so vielfältig wie die Phantasie der Hersteller und ihrer Auftraggeber. Es gibt einfache Stelen aus Holz, Acryl, Glas oder Kunststoff, ebenso wie hochwertige Ausführungen in Aluminium, Edelstahl, Messing oder Kupfer. Inzwischen ist ein Werbepylon mit LED-Beleuchtung die gängigste Version. Die Werbeplatten sind entweder einteilig oder in Kassettenform. Unterschieden werden Werbepylonen in:
- Werbepylonen mit konvexen Werbeflächen
- Werbepylonen mit planer Werbefläche
- Werbepylonen mit planer Werbefläche dekupiert und hinterlegt
- Werbepylonen mit Hauben-Technik

## Problem „optische Wirkung“

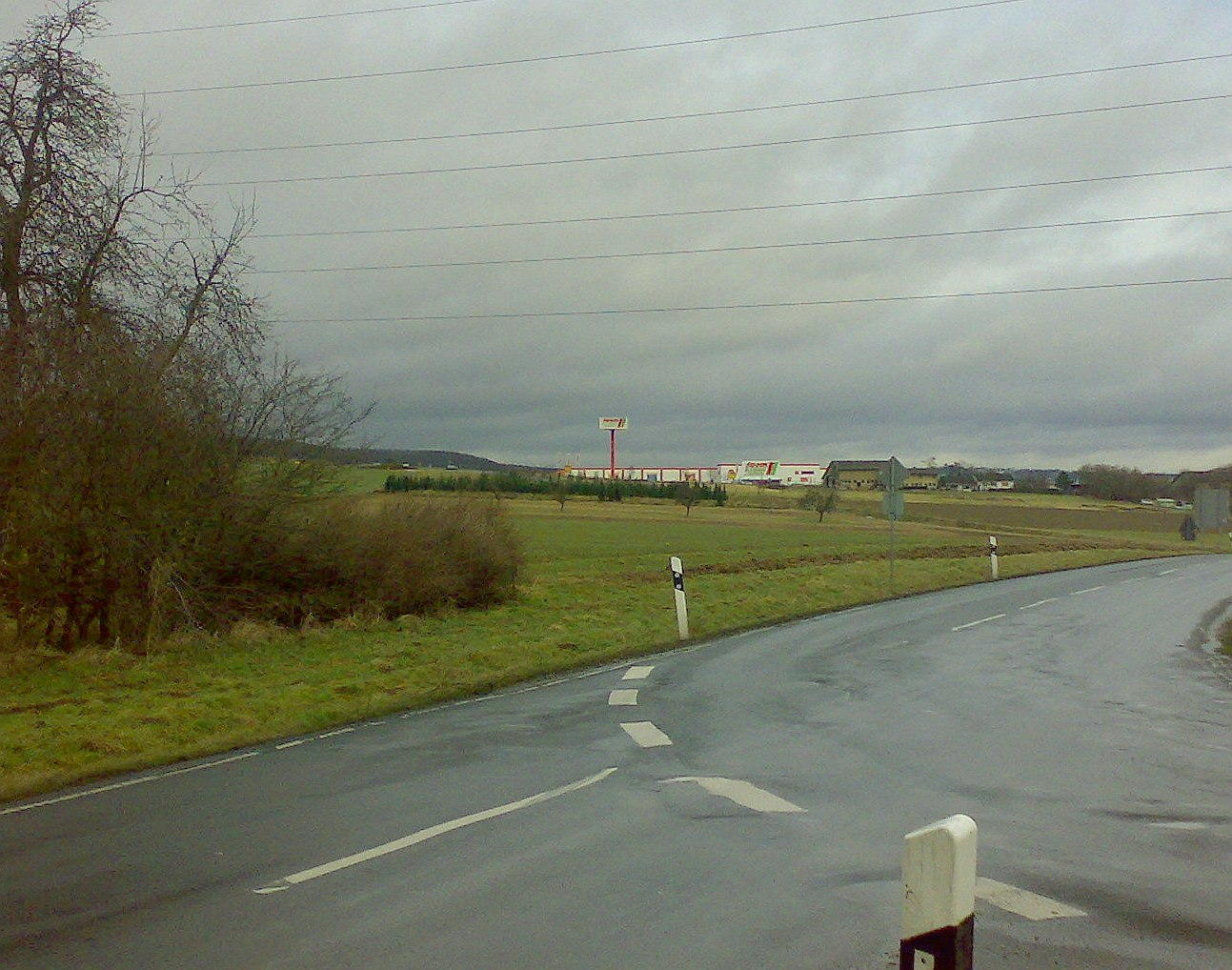
Fernwirkung

Die Größe der auf Fernwirkung ausgelegten Werbeanlagen wird oft in der Bauleitplanung oder, soweit rechtliche Möglichkeiten bestehen, durch anderweitige Festsetzungen geregelt (vgl. Wien 2008). Dabei kann die Fernwirkung deutlich über die lokale Wirkung klassischer Werbeanlagen hinausgehen und auch eine geographische Orientierung zum Leistungsanbieter hin geben. Diese Entwicklung eröffnet dabei rechtliches Neuland durch die zunehmende Problematik der optischen Belastung freier Landschaften, die ansonsten baulich nicht beansprucht sind. So werden Werbeflächen zunehmend auf Pylone aufgeständert und mit LED-Bildschirmen aufgerüstet, um beispielsweise das Firmenzeichen von Autobahnen wahrnehmbar zu machen.
Die Vorstellungen darüber, welche Dimensionen von Pylonen noch landschaftsverträglich sind, sind regional sehr verschieden. In Mainz gilt bereits die Reduzierung eines geplanten Pylons von 40 m auf 23,5 m als landschaftsgerecht (Mainz 2008). Hierbei wurde eine als pylonhöhenbestimmend ins Feld geführte Corporate Identity des Antragstellers mit in die Abwägung einbezogen. Währenddessen soll sich zum Beispiel in Hameln (2008) die Höhe solcher Anlagen auf maximal 10 m beschränken.